# Ancyluris meliboeus
Ancyluris meliboeus is een vlindersoort uit de familie van de prachtvlinders (Riodinidae), onderfamilie Riodininae.
Ancyluris meliboeus werd in 1776 beschreven door Fabricius.